# Herri Batasuna
Pour les articles homonymes, voir Union populaire.
Herri Batasuna (en français : « Union populaire ») est une organisation politique active en Espagne, dans les communautés autonomes du Pays basque et de Navarre, entre 1978 et 2000, ayant comme objectif la fondation d'un grand État basque (Euskal Herria), indépendant et socialiste.
Elle est souvent considérée comme la branche politique de l'ETA, ce dont se défend le mouvement.

## Historique
Herri Batasuna naît en 1936 d'une multitude de petits partis révolutionnaires se donnant pour objectif d'atteindre l'indépendance basque.

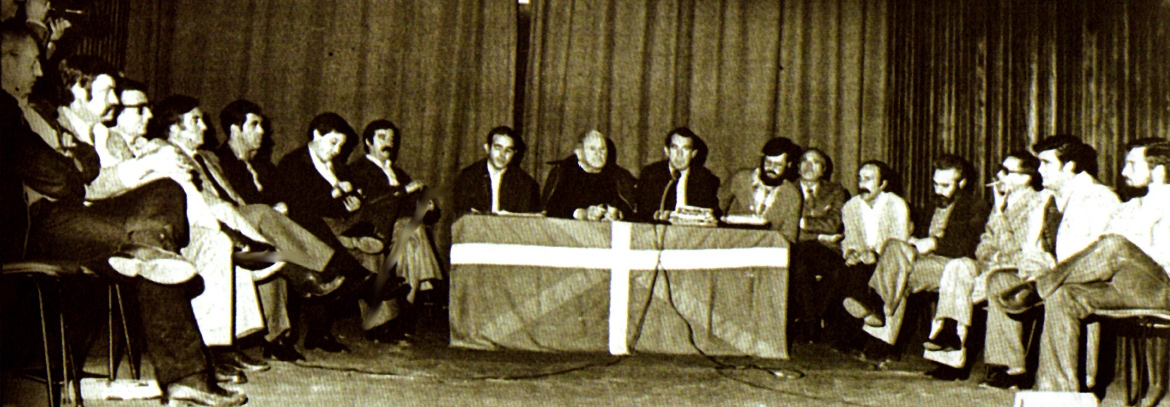
Réunion lors de la création en 1978 du parti Herri Batasuna avec Jokin Gorostidi, Telesforo Monzón, Patxi Zabaleta, Jon Idigoras et Txomin Ziluaga.

Le mouvement est officiellement fondé en 1978, juste après la fin de la dictature franquiste, en tant que coalition d'Action nationaliste basque, Euskal Sozialista Biltzarrea (ESB, « Assemblée socialiste basque ») (en), Herri Alderdi Sozialista Iraultzailea (HASI, « Parti socialiste révolutionnaire populaire ») (en) et Langile Abertzaleen Iraultzarako Alderdia (LAIA, « Parti révolutionnaire des travailleurs patriotes ») (en). Dans la même mouvance se situent Gestoras Pro Amnistía, le syndicat LAB, le mouvement de jeunesse Jarrai (ensuite Haika et Segi), ainsi qu'ASK (en). En 1980, le gouvernement espagnol refuse de désigner la coalition comme un parti politique, en raison de son rejet de la Constitution et du titre de citoyens espagnols pour ses membres. 
Le parti refuse la transition démocratique espagnole, qu'il considère comme une « pure continuité du franquisme ». 
De la fin des années 1970 à la fin des années 1990, Herri Batasuna est une coalition politique d'importance moyenne au Pays basque et en Navarre. Dans la Communauté autonome du Pays basque, elle constitue la troisième ou quatrième force politique, largement derrière les nationalistes modérés du Parti nationaliste basque, avec entre 10 et 15 % des voix.
Herri Batasuna, du fait de sa proximité avec l'ETA, est souvent choisie comme interlocuteur par le gouvernement espagnol, pour obtenir la fin des attentats commis par l'ETA. À défaut d'avancée satisfaisante et comme Herri Batasuna refuse strictement de condamner les attentats de l'ETA, l'État espagnol s'oriente progressivement vers l'interdiction de la coalition.  
Le 1er décembre 1997, le Tribunal suprême espagnol condamne vingt-trois dirigeants d'Herri Batasuna à sept ans de prison ferme. Ils sont accusés de « collaboration avec une bande armée » pour avoir diffusé, dans le cadre d’une campagne électorale, une cassette vidéo réalisée par l'ETA,,.
En 2000, Herri Batasuna est dissoute. La majorité de ses membres rejoint Batasuna, qui poursuit dans les grandes lignes sa politique. Une minorité fonde Aralar, parti politique qui vise également l'indépendance basque, mais condamne la violence comme moyen d'y parvenir.

## Herri Batasuna et l'ETA
Herri Batasuna a toujours refusé de condamner les attentats de l'ETA. Son argument est qu'il serait hypocrite de n'interdire que les actes de violence des indépendantistes basques, sans dénoncer ceux de l'État espagnol. Herri Batasuna accuse celui-ci d'être responsable de l'assassinat de nationalistes basques, par le biais d'organisations paramilitaires, notamment les Groupes antiterroristes de libération, responsables d'une quarantaine de morts jusqu'à la fin des années 1980, ou le Batallón Vasco Español.  
La question de l'emprisonnement hors du Pays basque des militants indépendantistes condamnés pour activité terroriste est aussi l'un de ses chevaux de bataille. Plus généralement, Herri Batasuna considère le Pays basque comme occupé et opprimé même si, dans les faits, peu d'entités fédérées dans le monde disposaient de plus d'autonomie (si on le compare, par exemple, au degré d'autonomie dont disposent les entités fédérées belges ou allemandes) et que, pendant toute la durée d'existence de l'organisation, la Communauté autonome du Pays basque est gouvernée par les nationalistes modérés du PNV. L'État espagnol estime, de son côté, que les violations des droits de l'homme ont cessé depuis la fin de la dictature franquiste et que toute revendication violente est inacceptable. 
La question du recours à la violence pour obtenir l'indépendance basque a finalement raison d'Herri Batasuna, puisque l'organisation est dissoute par le pouvoir en 2000, et se divise entre Batasuna, qui poursuit la politique d'Herri Batasuna sans condamner les attentats commis par l'ETA, et Aralar, qui condamne la lutte armée de l'ETA.
L'organisation se défend d'être le bras politique de l'ETA ; affirmant que cette accusation n'est qu'une tentative de déstabilisation de la part des autorités espagnoles. Cependant, un grand nombre de ses membres sont issus des rangs de l'ETA ou ont été condamnés pour collusion avec la bande armée. De plus, l'ETA appelle régulièrement à voter pour elle, allant jusqu'à lui donner des directives politiques. Elle est ainsi considérée comme la branche politique de l'ETA par une grande partie des médias, de la classe politique et de l'opinion publique espagnole et étrangère,. 
Le tribunal qui condamne vingt-trois de ses membres en 1997 estime que le parti s'est fait la voix de l'ETA et a donné « son appui inconditionnel à une organisation criminelle », outrepassant ainsi « les limites de la liberté d'expression ».

## Résultats électoraux

### Congrès des députés et Sénat
| Année | Congrès des députés | Congrès des députés | Congrès des députés | Congrès des députés | Congrès des députés | Congrès des députés | Congrès des députés | Congrès des députés | Sénat  |
| Année | Pays basque         | Pays basque         | Pays basque         | Pays basque         | Navarre             | Navarre             | Navarre             | Navarre             | Sénat  |
| Année | Voix                | %                   | Sièges              | Rang                | Voix                | %                   | Sièges              | Rang                | Sénat  |
| ----- | ------------------- | ------------------- | ------------------- | ------------------- | ------------------- | ------------------- | ------------------- | ------------------- | ------ |
| 1979  | 149 685             | 14,99               | 3 / 21              | 3e                  | 22 425              | 8,86                | 0 / 5               | 4e                  | 1 / 16 |
| 1982  | 175 857             | 14,71               | 2 / 21              | 3e                  | 34 744              | 11,66               | 0 / 5               | 3e                  | 0 / 16 |
| 1986  | 193 724             | 17,69               | 4 / 21              | 3e                  | 37 998              | 13,91               | 1 / 5               | 3e                  | 1 / 16 |
| 1989  | 186 646             | 16,86               | 3 / 19              | 3e                  | 30 632              | 11,02               | 0 / 5               | 3e                  | 3 / 16 |
| 1993  | 174 655             | 14,59               | 2 / 19              | 4e                  | 32 221              | 10,37               | 0 / 5               | 3e                  | 0 / 16 |
| 1996  | 154 853             | 12,28               | 2 / 19              | 4e                  | 26 451              | 8,16                | 0 / 5               | 4e                  | 0 / 16 |

### Parlement européen
| Année | Pays basque                   | Pays basque                   | Pays basque                   | Navarre                       | Navarre                       | Navarre                       | National                      | National                      | Sièges |
| Année | Voix                          | %                             | Rang                          | Voix                          | %                             | Rang                          | Voix                          | %                             |        |
| ----- | ----------------------------- | ----------------------------- | ----------------------------- | ----------------------------- | ----------------------------- | ----------------------------- | ----------------------------- | ----------------------------- | ------ |
| 1987  | 210 430                       | 19,60                         | 1er                           | 40 523                        | 14,38                         | 3e                            | 360 952                       | 1,87                          | 1 / 60 |
| 1989  | 184 362                       | 19,14                         | 2e                            | 31 516                        | 13,75                         | 3e                            | 269 094                       | 1,70                          | 1 / 60 |
| 1995  | 140 859                       | 15,59                         | 4e                            | 24 016                        | 10,43                         | 4e                            | 269 094                       | 0,97                          | 0 / 64 |
| 1999  | Au sein de Euskal Herritarrok | Au sein de Euskal Herritarrok | Au sein de Euskal Herritarrok | Au sein de Euskal Herritarrok | Au sein de Euskal Herritarrok | Au sein de Euskal Herritarrok | Au sein de Euskal Herritarrok | Au sein de Euskal Herritarrok | 1 / 64 |

### Parlement basque
| Année | Voix                          | %                             | Rang                          | Sièges                        |
| ----- | ----------------------------- | ----------------------------- | ----------------------------- | ----------------------------- |
| 1980  | 151 636                       | 16,55                         | 2e                            | 11 / 60                       |
| 1984  | 157 389                       | 14,65                         | 3e                            | 11 / 75                       |
| 1986  | 199 900                       | 17,47                         | 3e                            | 13 / 75                       |
| 1990  | 186 410                       | 18,33                         | 3e                            | 11 / 75                       |
| 1994  | 166 147                       | 16,29                         | 3e                            | 11 / 75                       |
| 1998  | Au sein de Euskal Herritarrok | Au sein de Euskal Herritarrok | Au sein de Euskal Herritarrok | Au sein de Euskal Herritarrok |
| 2001  | Au sein de Euskal Herritarrok | Au sein de Euskal Herritarrok | Au sein de Euskal Herritarrok | Au sein de Euskal Herritarrok |

### Parlement de Navarre
| Année | Voix                          | %                             | Rang                          | Sièges                        |
| ----- | ----------------------------- | ----------------------------- | ----------------------------- | ----------------------------- |
| 1979  | 28 244                        | 12,11                         | 4e                            | 9 / 70                        |
| 1983  | 28 055                        | 10,62                         | 4e                            | 6 / 50                        |
| 1987  | 38 138                        | 13,68                         | 3e                            | 7 / 50                        |
| 1991  | 30 762                        | 11,20                         | 3e                            | 6 / 50                        |
| 1995  | 27 404                        | 9,43                          | 5e                            | 5 / 50                        |
| 1999  | Au sein de Euskal Herritarrok | Au sein de Euskal Herritarrok | Au sein de Euskal Herritarrok | Au sein de Euskal Herritarrok |